# Gangs of New York
Gangs of New York ist ein Historienfilm-Drama des Regisseurs Martin Scorsese aus dem Jahr 2002. Vor dem Hintergrund der Kämpfe rivalisierender Banden in den Elendsvierteln von New York City zwischen den 1840er und 1860er Jahren behandelt er die Geschichte eines fiktiven irischstämmigen Immigranten, der als Erwachsener Vergeltung für den Tod seines Vaters sucht, welcher bei einem Bandenkrieg gewaltsam zu Tode gekommen ist. Das Drehbuch des Films basiert auf dem gleichnamigen kriminalhistorischen Roman aus dem Jahr 1928 von Herbert Asbury.

## Inhalt
Im Jahr 1846 herrscht ein erbitterter Bandenkrieg in den Five Points, einem Elendsviertel im Süden von Manhattan. William Cutting – auch „The Butcher“ („der Metzger“) genannt, der Anführer der Natives (Einheimische) – tötet in einer Straßenschlacht „Priest“ Vallon, den Führer der irischstämmigen Bevölkerung, die sich zu einer Bande, den Dead Rabbits (von Irisch: Dead Ráibéad, sehr gefürchtete Männer), zusammengeschlossen hat. Cutting erringt damit die Macht im Viertel und schaltet die lästige irische Konkurrenz, die die Löhne drückt, aus. Der kleine Sohn Vallons, Amsterdam, wird Zeuge des Todes seines Vaters und begräbt das Messer, das diesen tötete. Er wächst in einer Besserungsanstalt in „Hellgate“ (Roosevelt Island) auf. Sechzehn Jahre später, im September 1862, kehrt Amsterdam Vallon mitten im Sezessionskrieg in die Five Points zurück, um Rache am Mörder seines Vaters zu nehmen.
Dort stehen sich die Einheimischen und die irischen Einwanderer immer noch feindselig gegenüber. William Cutting regiert das Viertel wie ein König; ehemalige Weggefährten von Amsterdams Vater haben sich der Macht Cuttings gebeugt. Vallon beschließt, die Reihen seines Feindes unerkannt zu unterwandern, und schließt sich mit Hilfe seines alten Freundes Johnny Sirocco „Bill The Butcher“ an, der ihn in sein Herz schließt. Amsterdam arbeitet sich in der Hierarchie der Gang Butchers in den inneren Kreis vor – nur Sirocco kennt dessen wahre Identität.
Amsterdam lernt die Taschendiebin Jenny Everdeane kennen und verliebt sich in sie. Als die beiden ein Paar werden, trifft das Sirocco schwer, da er schon lange in Jenny verliebt ist. Er verrät Bill the Butcher Amsterdams wahre Identität. Als Amsterdam versucht, Bill während einer Feier zum Jahrestag des Sieges der Natives über die Dead Rabbits zu töten, kann Bill den Angriff abwehren und verletzt stattdessen Amsterdam schwer. Er brennt ihm zudem ein Brandzeichen ins Gesicht, lässt ihn aber am Leben.
Amsterdam wird von Everdeane gesundgepflegt und plant einen neuen Krieg gegen die Natives. Dafür gründet er die Dead Rabbits neu und schart Kämpfer um sich. Er sucht die Nähe des korrupten Politikers William M. Tweed, des Leiters der Tammany Hall, und verspricht diesem irische Wählerstimmen. Um einen irischstämmigen Sheriff wählen zu lassen, organisiert Amsterdam einen Wahlkampf. Der Kandidat Monk McGinn hat gute Aussichten, gewählt zu werden, wird jedoch von Bill the Butcher am hellen Tag auf offener Straße ermordet. Anlässlich des Trauerzuges fordert Amsterdam Bill zu einer „Schlacht“ zwischen den Gangs heraus – dieser nimmt an. In einem Treffen werden die Regeln für den Kampf festgelegt: Es sind alle Waffen außer Schusswaffen erlaubt.
Parallel zu dieser Handlung brechen in New York bürgerkriegsähnliche Unruhen aus, die sogenannten Draft Riots. Sie entzünden sich daran, dass sich US-Bürger von der Einberufung in die Nordstaatenarmee mit 300 US-Dollar freikaufen können und nicht gegen die Südstaaten kämpfen müssen. Der wütende arme Mob startet eine Revolte und lyncht Reiche, Afroamerikaner, die als Konkurrenten auf dem Arbeitsmarkt wahrgenommen werden, und Vertreter der Staatsgewalt. Die Regierenden setzen die Armee ein, welche die Revolte erfolgreich zusammenschießt. Die Marine feuert Salven in die Five Points in genau dem Augenblick, als sich Amsterdams und Bills Männer gegenüberstehen. In dem entstehenden Wirrwarr versucht Bill erfolglos, Amsterdam heimtückisch zu ermorden. Ein Granatsplitter trifft Bill in der Brust und Amsterdam ersticht ihn mit einem Messer. Amsterdam und Jenny finden sich im Chaos wieder und beginnen eine neue Beziehung.
Bill wird in Brooklyn in Sichtweite der Skyline Manhattans beerdigt – in unmittelbarer Nähe zum Grab „Priest“ Vallons. Amsterdam erzählt, dass New York später wiederaufgebaut und sich niemand mehr an sie erinnern werde. Es werde so sein, als „hätte es uns nie gegeben“. Dann hält die Kamera die Einstellung, und man sieht im Zeitraffer, wie Manhattan sich bis in die heutige Zeit entwickelt, während die Gräber Vallons und Bills ungepflegt verfallen.

## Hintergrund
Die Kosten für den Film betrugen 100 Millionen US-Dollar. Finanziert wurde der Film u. a. von der Kölner Produktionsfirma Splendid Medien, die durch Vorverkäufe der Rechte bereits vor dem Kinostart ihren Teil der Produktionskosten komplett wieder eingespielt hatte.
Martin Scorseses Epos wurde bereits während der achtmonatigen Drehzeit von unterschiedlichsten Meldungen begleitet. So war von enormen Budgetüberschreitungen die Rede, es gab hitzige Diskussionen über die Gewaltdarstellung in dem Film, und der Starttermin wurde ebenfalls mehrfach verschoben. Die Dreharbeiten fanden in New York und in einem Studio im italienischen Cinecittà statt.
Obwohl Gangs of New York fast 200 Millionen US-Dollar an der Kinokasse einspielte und zu einem großen Erfolg wurde, stellten durchwachsene Kritiken die künstlerische Freiheit des Regisseurs in Frage und unterstellten dem Produzenten Harvey Weinstein negativen Einfluss (beide widersprachen den Vorwürfen). Lob von der Filmkritik erhielt Daniel Day-Lewis für seine Leistung.
Der Regisseur Martin Scorsese hat im Film einen Cameo-Auftritt: Als sich die Taschendiebin Jenny Zugang zu einem Haus verschafft, spielt er den wohlhabenden Hausbesitzer.
Begleitend zum Spielfilm entstand die Fernseh-Dokumentation Uncovering the Real Gangs of New York, die sich mit den historischen Hintergründen befasste.
In Gangs of New York verkörpert der Schauspieler Roger Ashton-Griffiths den amerikanischen Zirkusdirektor P. T. Barnum, dem man 2017 unter dem Titel Greatest Showman einen eigenen Hollywood-Film widmete.

## Synchronisation
Die deutschsprachige Synchronisation entstand durch die Splendid Synchron in Köln nach einem Dialogbuch von Hartmut Neugebauer unter der Dialogregie von Frank Schaff.
| Rolle                   | Synchronsprecher   |
| ----------------------- | ------------------ |
| Amsterdam Vallon        | Gerrit Schmidt-Foß |
| William Cutting         | Frank Glaubrecht   |
| Jenny Everdeane         | Katrin Fröhlich    |
| Johnny Scirocco         | Norman Matt        |
| William Tweed           | Hartmut Neugebauer |
| Priest Vallon           | Bernd Rumpf        |
| Jack Mulraney           | Detlef Bierstedt   |
| McGloin                 | Peer Augustinski   |
| Mr. Schermerhorn        | Thomas Fritsch     |
| Walter ‚Monk‘ McGinn    | Roland Hemmo       |
| Junger Amsterdam Vallon | Adrian Wilms       |

## Ausstrahlung in Deutschland
Der Film wurde im deutschen Free-TV am 20. November 2005 um 20:15 Uhr auf ProSieben ausgestrahlt. Den Film sahen insgesamt 3,14 Millionen Zuschauer bei einem Marktanteil von 9,6 Prozent zu. In der werberelevanten Zielgruppe waren es 2,47 Millionen Zuschauer bei 16,9 Prozent Marktanteil.

## Auszeichnungen

### Oscar
Gangs of New York ging mit zehn Nominierungen als großer Favorit ins Oscar-Rennen, wurde aber nicht ausgezeichnet (ähnlich ist es zuletzt 1986 Steven Spielbergs Film Die Farbe Lila ergangen). Der Film war Anwärter auf folgende Preise:
- Bester Film
- Beste Regie
- Bestes Drehbuch

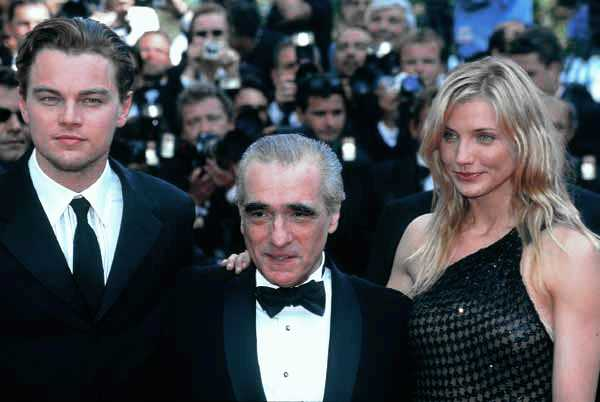
Leonardo DiCaprio, Martin Scorsese und Cameron Diaz in Cannes, 2002

- Bester Hauptdarsteller (Daniel Day-Lewis)
- Bestes Szenenbild
- Beste Kamera
- Beste Kostüme
- Bester Schnitt
- Bester Song („The Hands That Built America“ von U2)
- Bester Ton

### Golden Globe
Bei den Golden Globe Awards 2003 gewann der Film für
- Beste Regie
- Bester Song („The Hands That Built America“ von U2)

und war noch nominiert für:
- Bester Film in der Kategorie Drama
- Bester Hauptdarsteller in der Kategorie Drama (Daniel Day-Lewis)
- Beste Nebendarstellerin (Cameron Diaz)

### Preise der Filmkritik
vergeben durch die Kritikervereinigungen in:
- Chicago: Bester Hauptdarsteller (Daniel Day-Lewis)
- Florida: Beste Regie, Bester Hauptdarsteller (Daniel Day-Lewis)
- Kansas: Bester Hauptdarsteller (Daniel Day-Lewis)
- Las Vegas: Bester Hauptdarsteller (Daniel Day-Lewis), Bester Nebendarsteller (John C. Reilly), Bester Song („The Hands That Built America“ von U2)
- Los Angeles: Bester Hauptdarsteller (Daniel Day-Lewis), Bestes Szenenbild
- New York: Bester Hauptdarsteller (Daniel Day-Lewis)
- San Diego: Bester Hauptdarsteller (Daniel Day-Lewis)
- Seattle: Bester Hauptdarsteller (Daniel Day-Lewis), Bestes Szenenbild
- Südstaaten: Beste Regie, Bester Hauptdarsteller (Daniel Day-Lewis)
- Vancouver: Bester Hauptdarsteller (Daniel Day-Lewis)

außerdem
- British Academy Film Award: Bester Hauptdarsteller (Daniel Day-Lewis)
- Gilde der Filmeditoren: Bester Schnitt in der Kategorie Drama
- Gilde der Maskenbildner: Beste Frisuren in einem Historienfilm
- Gilde der Schauspieler: Bester Hauptdarsteller (Daniel Day-Lewis)
- Gilde der Toneditoren: Bester Tonschnitt in der Kategorie Dialoge
- Journalistenvereinigung der USA: Bester Hauptdarsteller in der Kategorie Drama (Daniel Day-Lewis), Bestes Szenenbild, Bester Schnitt
- Kritikervereinigung von Italien: Bestes Szenenbild
- Kritikervereinigung von Russland: Bester ausländischer Darsteller (Daniel Day-Lewis)
- Kritikervereinigung der USA: Bester Hauptdarsteller (Daniel Day-Lewis)
- Online-Kritikervereinigung der USA: Bester Hauptdarsteller (Daniel Day-Lewis)
- DVD Champion in der Kategorie Internationaler Film
- Deutsche Film- und Medienbewertung FBW in Wiesbaden: Prädikat wertvoll

## Kritiken
Kino.de schrieb, Martin Scorsese schuf ein „gewalttätiges und mitreißendes Rachedrama über die Keimzelle des Bandenwesens und die Reifung der Metropole New York“ und ein „epochales, bildgewaltiges Sitten- und Gesellschaftsgemälde aus jener Zeit, die nach Meinung nicht weniger die gute alte war“.

„Martin Scorsese entdeckt die Wurzeln des ‚American Dream‘ in Elend, Korruption und Gewalt. Vom Produzenten heftig gestutzt, leidet der Film an Erzähllücken, aber viele Szenen haben große Kraft. – Kein Meisterwerk, aber ganz nah dran.“

„Das spannende Drama unterhält von der ersten Sekunde an exzellent, vernachlässigt dabei niemals die Nebenfiguren bis zum explosiven Finale. Sicherlich einer der großen Blockbuster des Jahres.“

„Der Film enthält hervorragend inszenierte Sequenzen von archaischer Kraft, verzettelt sich aber immer wieder in Detailverliebtheit und thematischen Wiederholungen. Zudem ist der zentrale Konflikt zwischen dem Anführer einer Gang und dem auf Rache sinnenden Sohn eines seiner irischen Einwanderer-Opfer zu schematisch und voraussehbar, als dass der ausufernde, teils überfrachtete Film in ihm auf Dauer ein genügend fesselndes Zentrum finden könnte.“